# Los Ratones Templarios
Los Ratones Templarios es una serie de cómic estadounidense creada por Bryan J. L. Glass, y Michael Avon Oeming publicada por Image Comics. La serie es un relato de fantasía antropomórfica que narra la batalla de un pequeño grupo de ratones en contra de un malvado rey tirano.
Hasta la fecha existen cinco volúmenes que contienen las historias de Los Ratones Templarios, 
El Volumen 1 Titulado Profecía fue publicado en 2007 en Estados Unidos, y consistió en seis entregas. El Volumen 2 Destino 
fue publicado en 2009 en Estados Unidos, y consistió en nueve entregas. El Volumen 3 Sueño de una noche de Medioinvierno fue publicado en 2010 en Estados Unidos, y consistió en ocho entregas. El Volumen 4 Leyenda fue publicado en 2013 en Estados Unidos, y consistió en catorce entregas.El Volumen 5 fue publicado en 2015 en Estados Unidos.
El volumen uno presenta arte por el cocreador Michael Avon Oeming, al principio del segundo volumen Víctor Santos, conocido por la saga de cómic Los Reyes Elfos, tomo la responsabilidad del puesto de dibujante.

## Sinopsis
Después de la caída de la Orden templaria en los campos de Avalon, un gran mal se ha levantado en esta tierra. Después de muchas estaciones de Tirania a manos del rey Icarus, una profecía de antaño parece a punto de cumplirse. El joven ratón, Karic, ha sido visitado por los dioses del reino y puede ser el retorno del gran Kuhl-En, quien estableció originalmente la orden templaria y llevó la paz a la tierra. Cada arco argumental en la serie es una peldaño más en el camino ascendente de Karic para convertirse en el héroe principal de la historia y de los desafíos que tendrá que afrontar a lo largo del camino.

## Personajes
- Karic: El protagonista, un joven ratón separado de su familia
- Lieto: Un joven templario en proceso de aprendizaje
- Mornae: La madre de Karic
- Cassius: El Mentor de Karic
- Pilot: El antiguo mentor deKaric
- Maestro Deishun: Un herrero, antiguo Templario
- Black Anaius: Un ratón druida-brujo que mora escondido en el bosque
- Rey Icarus: El tirano rey ratón
- Lady Lorelie: La consorte real del rey Icarus
- Capitán Tosk: capitán de la guardia real ratonil

## Leyendas y ambientación
- Wotan: Dios de dioses, y creador de todas las cosas. En apariencia huraño y distante, observándolo todo desde arriba con sus dos grandes ojos en los cielos. Se piensa que Wotan fue Kuhl-En el pasado. Sus dos grandes ojos se presentan como el sol y la luna, cada uno custodiando su parte de la creación. La doctrina Templaria enseña que Wotan escogió a los ratones, en vez de cualquier otra criatura, para ser sus mediadores del orden entre el caos del mundo específicamente porque eran ellos los más pequeños y débiles de las razas sentientes; mediante la potenciación de los más débiles, Él se revela su fuerza, su sabiduría y su compasión hacia todas las cosas. La primera vez que se nombra a Wotan es en: volumen uno, episodio uno.

- Los Días Antiguos: El tiempo anterior a que los ratones tuvieran autoconsciencia y a su historia; cuando el Gran Ojo de Wotan se partía en dos, seguido por la rebelión de los Primeros Nacidos Nathair que dio comienzo a los Ciclos del Caos. La primera vez que se nombra Los Días Antiguos es en: volumen uno, episodio dos.

- Nathair: También llamados los primeros nacidos. Se pensaba que eran originarios de la leyenda ya que se supone que vivieron durante Los Días Antiguos, cuando ellos despreciaron los brillantes ojos-que-todo-lo-ven de Wotan. Bajo el liderazgo de Donas, ellos construyeron la Gran Catapulta de Dubhlan, el Desafiante, para borrar los dos soles y así poder gobernar sobre todas las criaturas en la oscuridad resultante que abarcaría a todo el mundo para siempre. Pero sus esfuerzos solo hicieron palidecer uno de los dos Grandes Ojos de Wotan, y este les maldijo y exilió a La Oscuridad Exterior por toda la eternidad. Su legado de rebeldía es considerado en la actualidad como el origen de todo la maldad que los siguió, de todas las razas e individuos que buscan conquistar y esclavizar a otros para su propio beneficio.La primera vez que se nombra a los Nathair como una raza es en: volumen uno, epìsodio dos.

- La Gran lechuza de la Muerte: El emisario de Wotan, es el encargado de hacer que los almas de los seres vivos retornen de vuelta a su creador. Se cuenta que Kuhl-En luchó con ella por cuarenta días y cuarenta noches en el pico de Armagh, hasta que se rompió una de sus garras quedando en ella la Marca de Kuhl-En. Se cree que el aleteo de sus poderosas alas crea el viento en sí que sopla patrones en el trigo de los Campos de Oro, donde los Lectores del trigo interpretan la voluntad de Wotan a partir de la altura del Fresno Gigante. La primera vez que se nombra a La Gran lechuza de la Muerte es en: volumen uno episodio uno.

- Kuhl-En: El guerrero monje cuya filosofía de proteger al débil y al inocente llevó a la fundación de la Orden del Temple. Las leyendas dicen que Kuhl-En batalló con La Gran Lechuza de la Muerte por cuarenta días y cuarenta noches antes de nombrar como suya una de las garras del ave y hacer su arma legendaria a partir de esta, La Marca de Kuhl-En. La primera vez que se nombra a Kuhl-En es en: volumen uno, episodio uno.

## Lugares importantes
- Cricket's Glen:(la Cañada de los Grillos) La ciudad natal de Karic. Karic creció en este pequeño pueblo aprendiendo los cuentos de los Templarios del herrero del pueblo, Deishun. En el primer número de la serie, la aldea fue destruida por un ejército de ratas, y muchos de los habitantes fueron llevados cautivos. Su primera aparición fue en el volumen uno, episodio uno.

- Dealrach Ard-Vale: También conocida como la Ciudad Brillante es la capital del reino ratonil y alberga el palacio del rey Ícaro. Es también hogar del ejército de ratas y de los druidas ratón. Los druidas sirven a los perversos Nathair y utilizan su influencia sobre el rey Ícaro para controlar el reino. La Ciudad Luminoso fue nombrada por primera vez en el volumen uno, capítulo dos.

- Avalon: También conocido como Campo de Avalon o El campo de la ruina. Este lugaf que alguna vez fue sagrado alberga el Árbol de la Gracia donde se libró la batalla final en la guerra civil de las dos facciones templarias. La batalla condujo a la Orden Templaria a tener que ir a esconderse a lo largo de toda la tierra, dejando una brecha permanente entre los pocos Templarios restantes. La primera referencia a Avalon es en volumen uno, episodio uno.

- Los Campos Dorados: Un gran campo de trigo silvestre que rodea al Fresno Gigante. Es a partir del Fresno Gigante como los sacerdotes templarios disciernen la voluntad de Wotan a través de los patrones soplados en el trigo. Los Campos de Oro y el Fresno Gigante se introdujeron por primera vez en el volumen uno, episodio cuatro.

- Kildre Hill: Una colina embrujada que sirve de hogar a Black Anaius. La colina está salpicada de ídolos antiguos, tótems y altares de sacrificio. Se hace referencia por primera vez Kildre Hill en el volumen uno, episodio cuatro.

- Las Tierras Esteriales: Una gran región de desierto también conocida como El Gran Desierto del Este. Hogar de las temibles hormigas rojas conocidos como The Many(Los Muchos).

- Pico de Armagh: Un alto pico donde se dice que Kuhl-En lucho con la La Gran Lechuza de la Muerte durante cuarenta días y cuarenta noches hasta que la ruptura de una de sus garras pasó a ser el arma de Kuhl-En, la  Marca de Kuhl-En . Se hace referencia al pico de Armagh por primera vez en el volumen uno, episodio dos.

## Entregas
La serie se publicó originalmente en entregas por Image Comics y después ha sido recopilada en  Tapa Dura por Image Comics. A España solo ha llegado el formato TPB publicado por Dolmen Editorial y no las entregas individuales.
- The Mice Templar 1: The Prophecy Part 1: The Calling
- The Mice Templar 1: The Prophecy Part 2: In The Beginning...
- The Mice Templar 1: The Prophecy Part 3: Black Aniaus
- The Mice Templar 1: The Prophecy Part 4: The Readers of the Wheat
- The Mice Templar 1: The Prophecy Part 5: Truth Behind the Lies
- The Mice Templar 1: The Prophecy Part 6: The Symbol
- The Mice Templar 2: Destiny Part 1
- The Mice Templar 2: Destiny Part 2
- The Mice Templar 2: Destiny Part 3
- The Mice Templar 2: Destiny Part 4
- The Mice Templar 2: Destiny Part 5: An Order Divided
- The Mice Templar 2: Destiny Part 6
- The Mice Templar 2: Destiny Part 7
- The Mice Templar 2: Destiny Part 8
- The Mice Templar 2: Destiny Part 9
- The Mice Templar 3: A Midwinter Night's Dream Part 1: A Precious Burden
- The Mice Templar 3: A Midwinter Night's Dream Part 2
- The Mice Templar 3: A Midwinter Night's Dream Part 3
- The Mice Templar 3: A Midwinter Night's Dream Part 4
- The Mice Templar 3: A Midwinter Night's Dream Part 5
- The Mice Templar 3: A Midwinter Night's Dream Part 6
- The Mice Templar 3: A Midwinter Night's Dream Part 7
- The Mice Templar 3: A Midwinter Night's Dream Part 8: The Dream of A Midwinter's Night
- The Mice Templar 4 Legend: Part 1: A Dangeorous Faith
- The Mice Templar 4 Legend: Part 2
- The Mice Templar 4 Legend: Part 3
- The Mice Templar 4 Legend: Part 4
- The Mice Templar 4 Legend: Part 5
- The Mice Templar 4 Legend: Part 6
- The Mice Templar 4 Legend: Part 7
- The Mice Templar 4 Legend: Part 8
- The Mice Templar 4 Legend: Part 9
- The Mice Templar 4 Legend: Part 10
- The Mice Templar 4 Legend: Part 11
- The Mice Templar 4 Legend: Part 12
- The Mice Templar 4 Legend: Part 13
- The Mice Templar 4 Legend: Part 14
- The Mice Templar 5 Night's End: Part 1
- The Mice Templar 5 Night's End: Part 2
- The Mice Templar 5 Night's End: Part 3
- The Mice Templar 5 Night's End: Part 4
- The Mice Templar 5 Night's End: Part 5

### Recopilatorios
- Volumen 1: La Profecía ( Prophecy #1-6, 256 páginas, Dolmen Editorial, Tapa Dura, julio de 2010, ISBN 978-84-92458-61-5)
- Volumen 2.1: Destino (Incluye entregas Destiny #1-5, 208 páginas, Dolmen Editorial, Tapa Dura, agosto de 2011, ISBN 978-84-15932-18-5)
- Volumen 2.2: Augurios (Incluye entregas Destiny #6-9, 200 páginas, Dolmen Editorial, Tapa Dura, noviembre de 2011, ISBN 978-84-15932-46-8)
- Volumen 3: Sueño de una noche de medioinvierno (por publicar).
- Volumen 4.1: Leyenda (entregas Legend #1-8) (por publicar).
- Volumen 4.2: Leyenda Parte 2 (entregas Legend #9-16) (por publicar).
- Volumen 5: Final de la noche (por publicar).

## Premios
- El escritor Bryan J. L. Glass ganó el Premio Harvey en 2009 en la categoría Mejor Nuevo Talento por su trabajo en Los Ratones Templarios.
- Los Ratones Templarios ganó el Premio Harvey en 2010 en la categoría de Mejor Álbum Gráfico de Material Previamente Publicado.

## Entrevistas
- El sitio web comicbookresources.com entrevistó al equipo creativo antes del lanzamiento del arco argumental Destino, Mice Templar embraces it's Destiny, junio de 2009.

- El sitio web Exploring the Multiverse grabó una entrevista en video[7] con Bryan J. L. Glass en la Baltimore Comic-Con en agosto de 2010.

- El sitio web Newsarama.com publicó una entrevista con el equipo creativo titulada The Mice Endure: Oeming and Glass on Mice Templar: Destiny (Los Ratones Resisten: Oeming y Glass en Mice Templar: Destino),[8] junio de 2009.